# Kim Shattuck

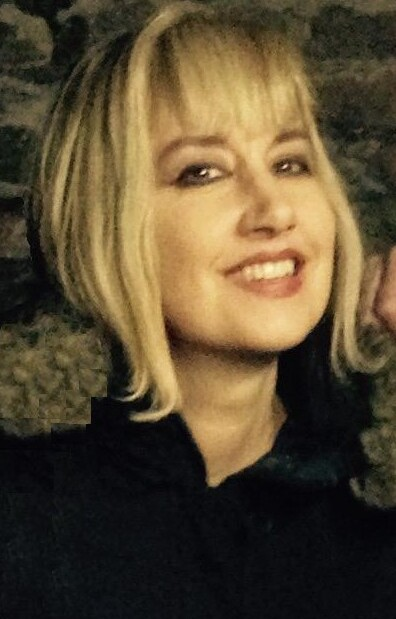
Kim Shattuck (2014)

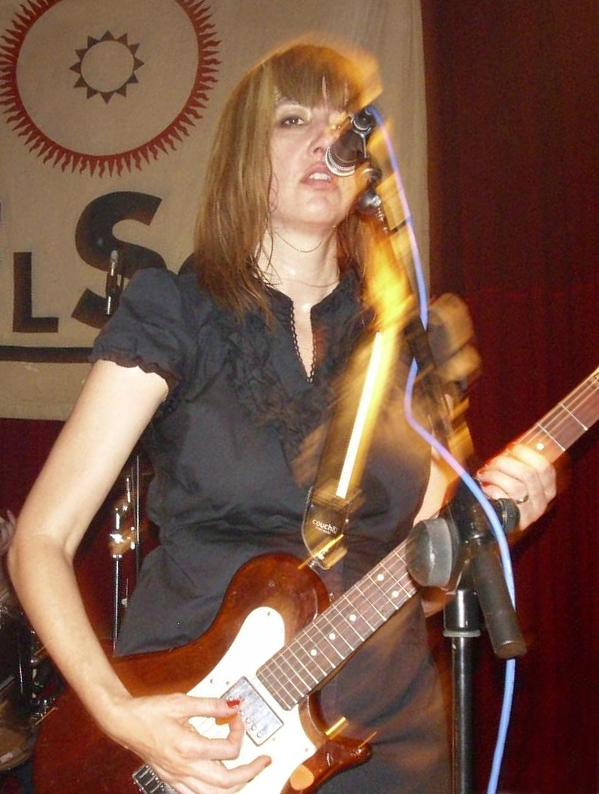
Kim Shattuck (2009)

Kimberly Dianne Shattuck (* 17. Juli 1963; † 2. Oktober 2019) war eine US-amerikanische Sängerin, Musikerin und Songwriterin. Sie war die Lead-Sängerin, Gitarristin und Hauptsongwriterin der amerikanischen Punkrock-Band The Muffs, die sich 1991 gründete. Von 1985 bis 1990 war Shattuck Mitglied der Pandoras. Im Jahr 2001 war sie Sängerin, Gitarristin und Songwriterin für The Beards, ein Nebenprojekt, das aus Shattuck, Lisa Marr und Sherri Solinger bestand. Im Jahr 2013 fungierte sie kurzzeitig als Bassistin für die Pixies.

## Leben und Karriere

### Kindheit und Studium
Kimberly Dianne Shattuck wurde am 17. Juli 1963 in Long Beach als Tochter von Kent und Betty (geborene Hess) Shattuck geboren. Sie wuchs zusammen mit ihren Geschwistern, einem Bruder namens Kirk und einer Schwester namens Kristen, in Orange County auf. Während ihres Studiums der Fotografie am Orange Coast College begann sie Gitarre zu spielen.

### Musik
Shattuck spielte von 1985 bis 1990 Bass und sang Background Vocals bei den Pandoras. 1991 wechselte sie zur Gitarre und übernahm den Leadgesang, um in Los Angeles mit ihrer ehemaligen Pandoras-Kollegin Melanie Vammen die Band The Muffs zu gründen. Die Band blieb in den folgenden zwei Jahrzehnten aktiv und veröffentlichte zwischen 1993 und 2019 sieben Alben.
Neben ihrer Arbeit bei den Pandoras und The Muffs war Shattuck in zahlreiche andere musikalische Projekte involviert. In den frühen 1990er Jahren sang sie bei einigen Aufnahmen von White Flag und trat gelegentlich mit der Band live auf. Sie sang den Song „Lori Meyers“ von NOFX auf dem Album Punk in Drublic, sowie den Song „I'll Always Remember You (That Way)“ von Bowling for Soup, der zusammen mit der Single „My Wena“ veröffentlicht wurde. Zudem arbeitete sie mit Kepi Ghoulie für den Song „This Friend of Mine“ auf dem Album American Gothic und mit The Dollyrots für ihren Track „Some Girls“ auf dem Album A Little Messed Up zusammen. Shattuck ist Namensgeberin für Dr. Shattuck, eine Figur in Mr. Show (HBO, 1995–1999). Im Herbst 2013 schloss sie sich den Pixies für ihre Europatournee an, nachdem das Gründungsmitglied Kim Deal die Band verlassen hatte. Jedoch wurde sie Ende November 2013 nach Abschluss der Tournee entlassen. Kurz vor ihrem Tod nahm sie mit Vammen und Palmyra Delran als The Coolies eine sechssongs EP auf, bei der Stevie Van Zandt einen besonderen Auftritt mit dem Theremin hatte.
Von 2014 bis 2018 nahm Shattuck an verschiedenen Studio- und Live-Reunionen der Pandoras teil. Obwohl sie ursprünglich bei den Pandoras Bass spielte und Background Vocals sang, übernahm sie bei diesen Reunionen aufgrund des Todes der Original-Sängerin und Gitarristin Paula Pierce im Jahr 1991 den Leadgesang und die Gitarre.

## Krankheit und Tod
Shattuck starb am 2. Oktober 2019 im Alter von 56 Jahren in ihrem Haus in Los Angeles an den Folgen der Amyotrophen Lateralsklerose (ALS). Sie hatte nie öffentlich bekanntgegeben, dass sie an der Krankheit litt, jedoch erwähnt, dass sie in ihrer väterlichen Familie verbreitet sei. Shattuck hinterließ ihre Mutter, ihre beiden Geschwister sowie ihren Ehemann Kevin Sutherland, mit dem sie 16 Jahre verheiratet war. Kurz vor ihrem Tod nahmen The Muffs ihr siebtes Studioalbum No Holiday auf, das am 18. Oktober 2019 veröffentlicht wurde.